# Ruhrgebied

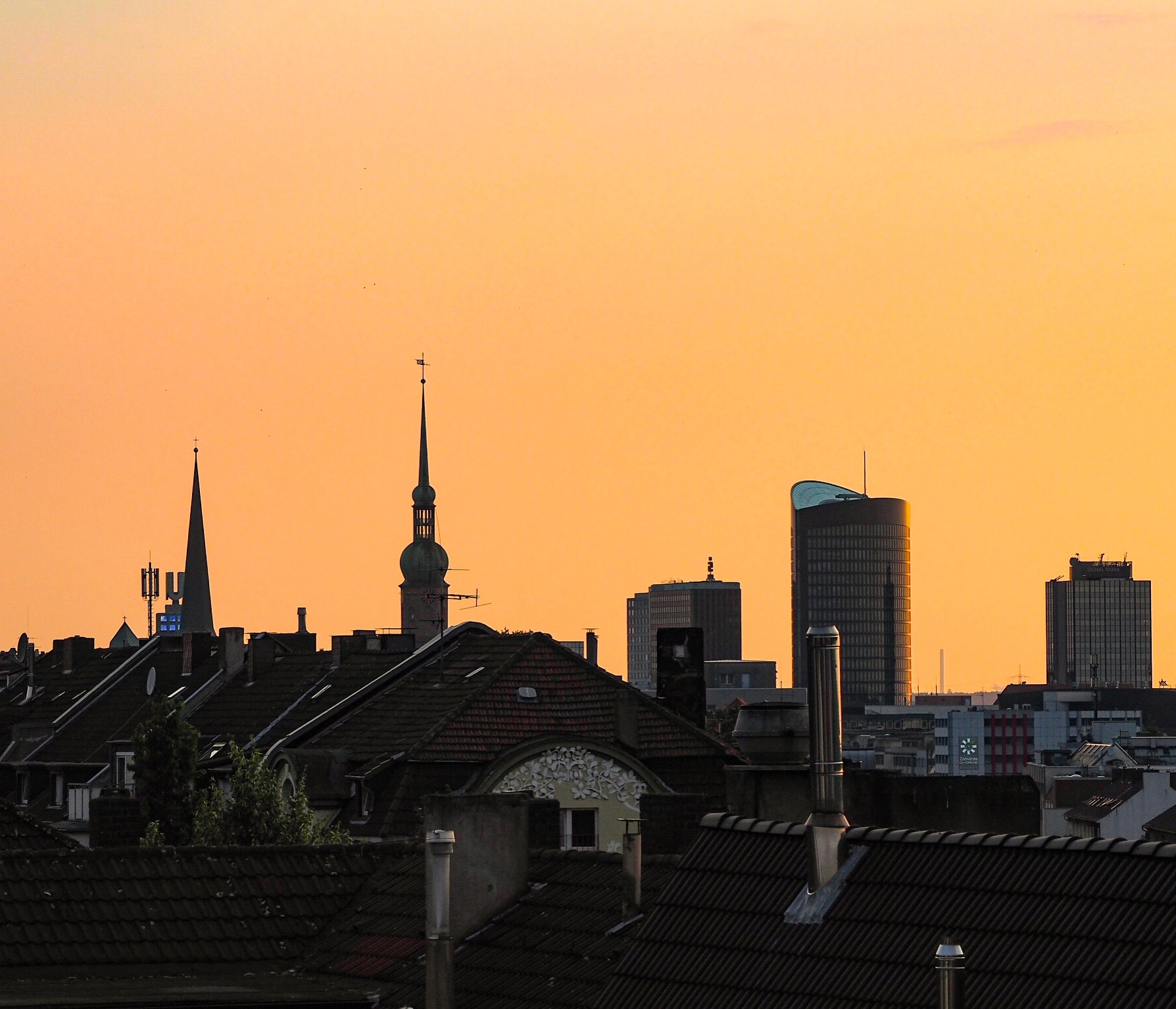
Dortmund is de grootste stad van het Ruhrgebied.

Het Ruhrgebied is een sterk geïndustrialiseerde regio in de Duitse deelstaat Noordrijn-Westfalen met ongeveer 5,3 miljoen inwoners, verdeeld over 11 grote steden en 42 kleinere gemeenschappen. De belangrijkste plaatsen zijn Duisburg, Essen, Bochum, Dortmund, Gelsenkirchen, Oberhausen en Hamm. Veel van deze steden zijn aan elkaar gegroeid. Het gebied wordt grofweg omsloten door de Rijn in het westen, de Ruhr in het zuiden, de Lippe in het noorden en het Sauerland in het oosten.
Tijdens de industriële revolutie groeide het Ruhrgebied uit tot een van de grootste industriegebieden in Europa. In eerste instantie waren er vooral steenkoolmijnen en staalindustrie. Later kwamen er andere industrietakken bij, zoals machinebouw en elektronica.

## Naam

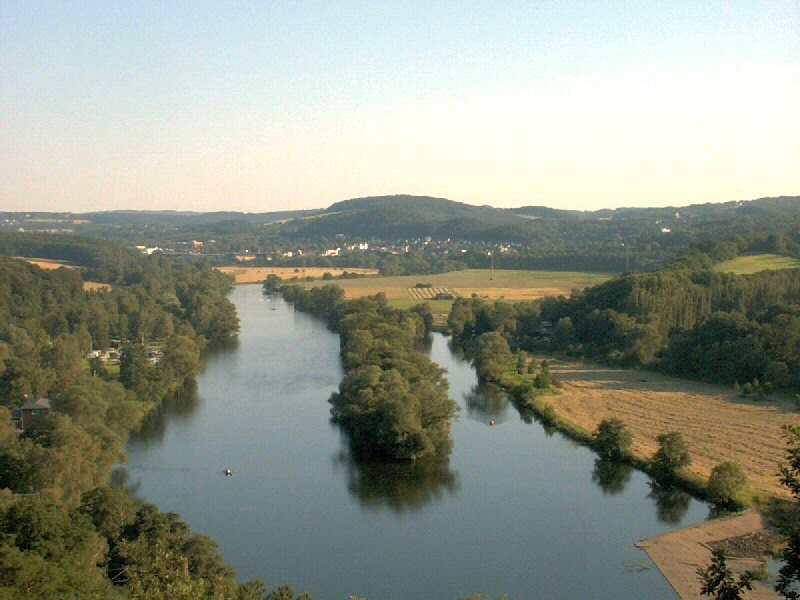
Ruhr, de rivier in Dortmund en Herdecke.

Het gebied is vernoemd naar de Ruhr, een zijrivier die bij Duisburg de Rijn instroomt. Deze rivier stroomt ten oosten van de Rijn. Hoewel de naam 'Ruhrgebied' anders doet vermoeden, vormt het gebied geen geografische of bestuurlijke eenheid.
Andere namen zijn Ruhrpott, Ruhrrevier, Kohlenpott of Metropole Ruhr. In het Nederlands is ook de aanduiding Roergebied gebruikelijk, maar die naam wordt ook gebruikt voor een Nederlandse streek rond een andere rivier: de Roer. Veelal wordt daarvoor de naam Roerdal gebruikt.

## Administratieve indeling
Het Ruhrgebied lag tijdens de Pruisische hegemonie half in de provincie Rijnland en half in Westfalen. Essen ligt nog in het Rijnland, de buurstad Bochum in Westfalen.
Ook na de oprichting van Noordrijn-Westfalen in 1946 bleef het gebied administratief verdeeld. Het westelijk Ruhrgebied valt onder Regierungsbezirk Düsseldorf en behoort daarmee tot het Landschaftsverband Rheinland. Het noordelijk deel valt onder Regierungsbezirk Münster, het zuidoosten onder Regierungsbezirk Arnsberg, beide deel uitmakend van Landschaftsverband Westfalen. De Noordrijn-Westfaalse regering onder Jürgen Rüttgers (2005-2010) had plannen om het Ruhrgebied tot één Regierungsbezirk te maken, naast de Regierungsbezirke Rijnland en Westfalen (drie Bezirke in plaats van de huidige vijf).
Er bestaat een Regionalverband Ruhr (RVR) als samenwerkingsverband van de gemeenten in het gebied. De RVR werkt mee bij de plannen voor ruimtelijke ordening en heeft vooral de marketing van het Ruhrgebied in zijn takenpakket. Deelnemers zijn:
- de Kreisfreie Steden Bochum, Bottrop, Dortmund, Duisburg, Essen, Gelsenkirchen, Hagen, Hamm, Herne, Mülheim an der Ruhr en Oberhausen
- de Kreise Ennepe-Ruhr-Kreis, Recklinghausen, Unna en Wesel.

## Steden
De tien grootste steden van de Ruhr:
| Pos. | Naam                | Bevolking 2020 | Oppervlakte | Bevolkingsdichtheid | Kaart |
| ---- | ------------------- | -------------- | ----------- | ------------------- | ----- |
| 1    | Dortmund            | 587.696        | 280,37      | 2.094               |       |
| 2    | Essen               | 582.415        | 210,38      | 2.769               |       |
| 3    | Duisburg            | 495.885        | 232,81      | 2.130               |       |
| 4    | Bochum              | 364.454        | 145,43      | 2.502               |       |
| 5    | Gelsenkirchen       | 259.105        | 104,86      | 2.469               |       |
| 6    | Oberhausen          | 209.566        | 77,04       | 2.718               |       |
| 7    | Hagen               | 188.687        | 160,36      | 1.176               |       |
| 8    | Hamm                | 178.967        | 226,24      | 790                 |       |
| 9    | Mülheim an der Ruhr | 170.921        | 91,29       | 1.872               |       |
| 10   | Herne               | 156.940        | 51,41       | 3.052               |       |

## Geschiedenis

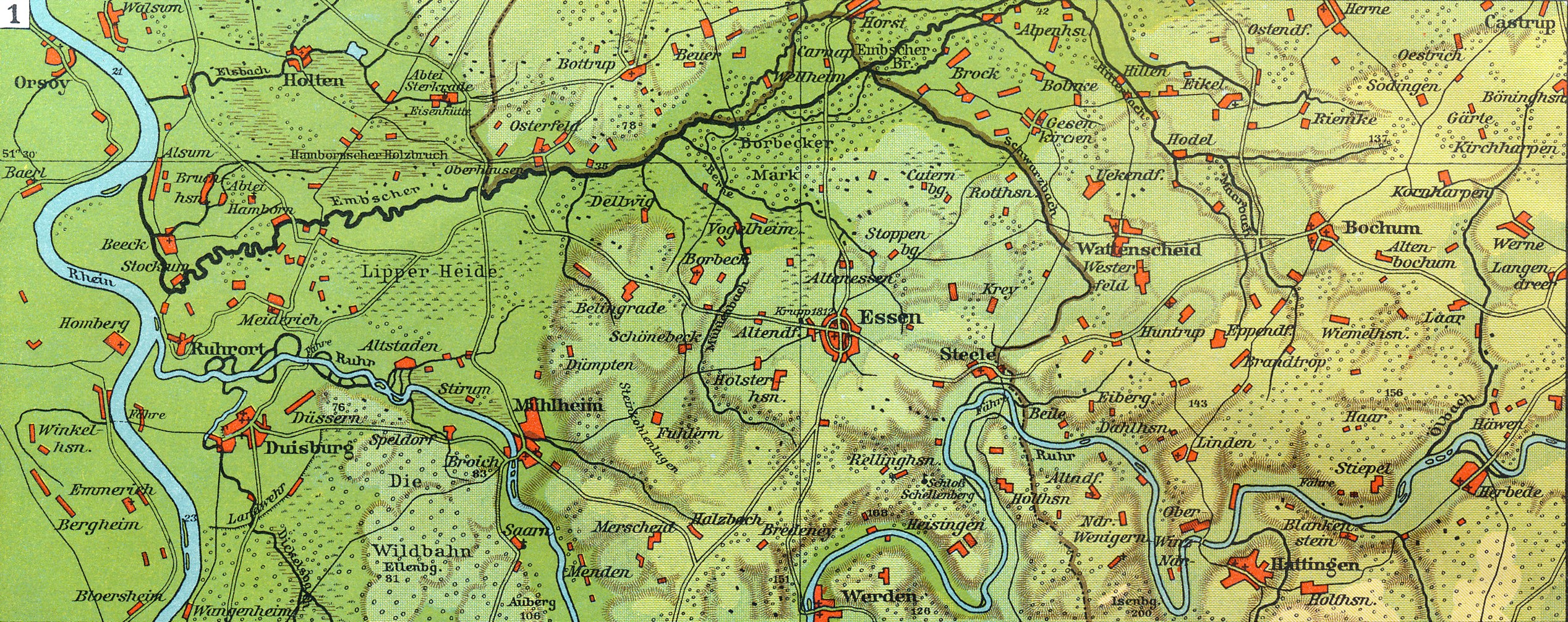
Ruhrgebied in 1830.

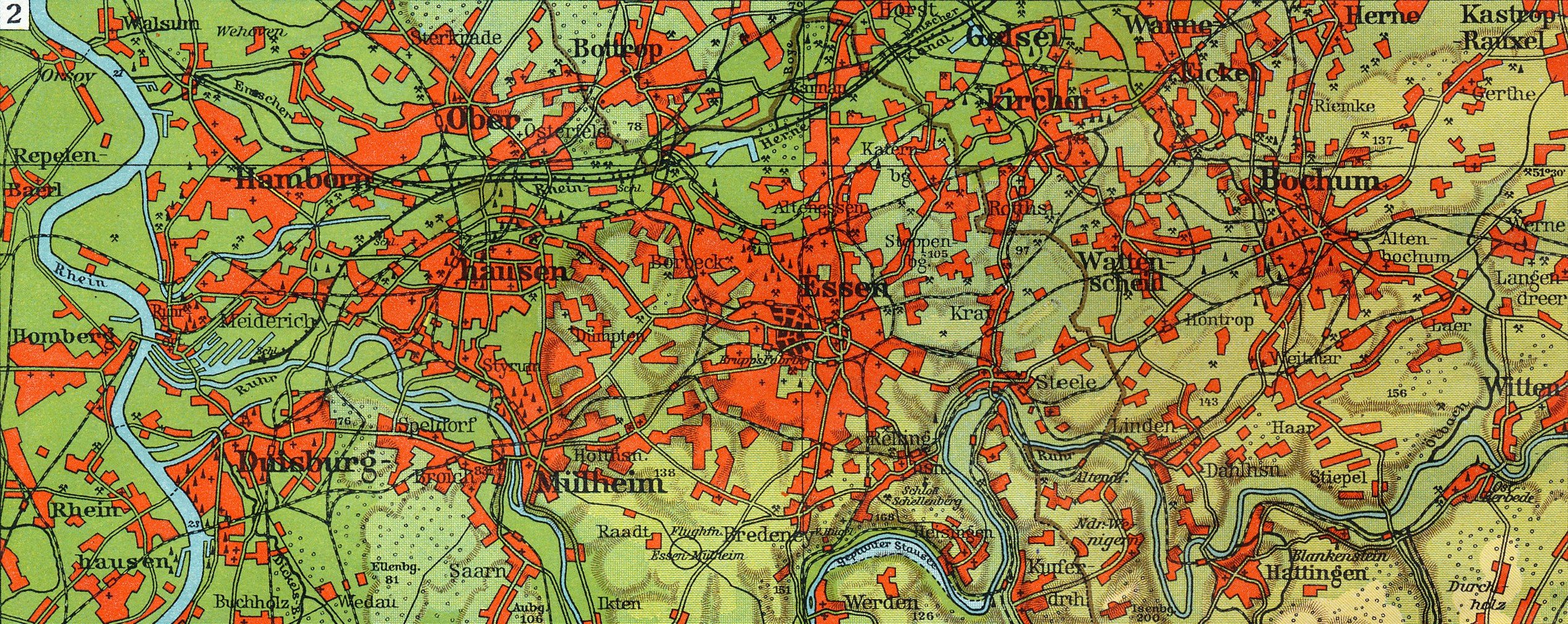
Ruhrgebied in 1930.

### Industriële ontwikkeling
Het Ruhrgebied als industriële zone dateert uit het midden van de 19e eeuw. Daarvoor was het een gewone plattelandsregio met de daarbij behorende kenmerken. Wel werd er al sinds de Middeleeuwen steenkool gedolven.
De ontwikkeling van de stoommachine maakte het mogelijk de aanwezige steenkool op veel grootschaliger wijze te delven. De combinatie met ijzererts uit de nabije regio, maakte het Ruhrgebied aantrekkelijk voor de vestiging van staalindustrie. Naast de Rijn als oudste transportroute maakte ook de opening van de spoorlijn Parijs - Berlijn in 1853 het mogelijk om de vervaardigde goederen snel en goedkoop te vervoeren naar de afnemers. De zich uitbreidende mijnen en staalindustrie trokken tal van andere industrietakken aan die de eindproducten verder verwerkten, zoals chemische bedrijven, machinefabrieken en ook de eerste autofabrieken. Bekend zijn de staal- en machinefabrieken van Alfred Krupp die zich, naast vervaardiging van stalen spoorwegmaterialen zoals rails en locomotieven, ook specialiseerde in zware wapens als kanonnen en andere artillerie. Ook tal van logistieke bedrijven vestigden zich hier om de producten verder te distribueren.
De groei in werkgelegenheid zorgde ook voor een groei in bevolking. Het aantal bewoners van de regio nam toe van 400.000 in 1850 tot 3,8 miljoen in 1925.

### Gevolgen van de Eerste en Tweede Wereldoorlog

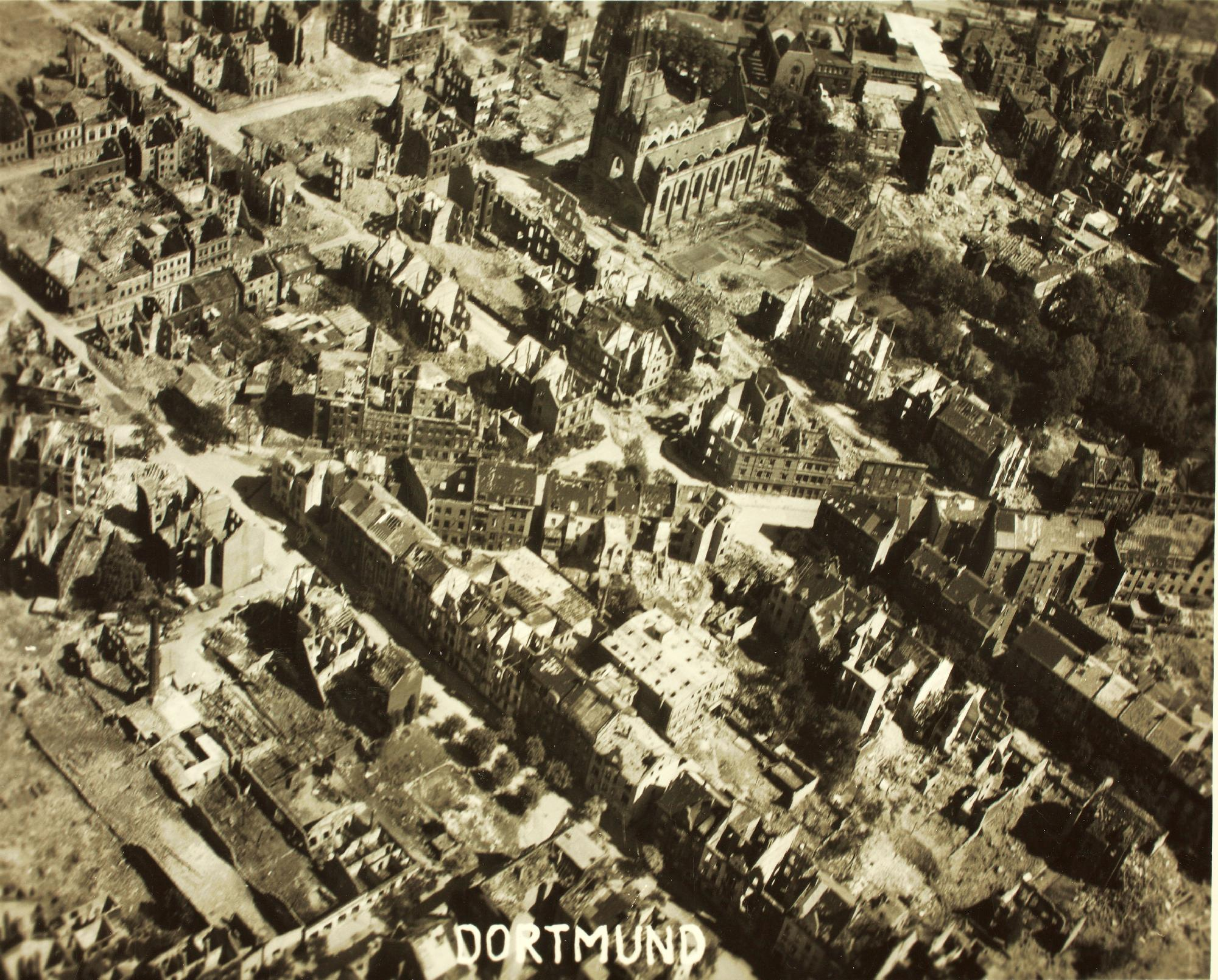
Centrum van Dortmund na het puinruimen in 1945

In 1923 trokken Franse en Belgische troepen conform de bepalingen van het Verdrag van Versailles het Ruhrgebied binnen om de herstelbetalingen af te dwingen waartoe Duitsland verplicht was. Deze Ruhrbezetting leidde tot massale stakingen en burgerlijke ongehoorzaamheid. De actie kreeg nauwelijks internationale politieke steun en in 1925 waren de troepen weer vertrokken.
Tijdens de Tweede Wereldoorlog was het Ruhrgebied, naast Silezië, het hart van de Duitse industriële oorlogsproductie. Het werd daarom zeer vaak gebombardeerd. In april 1945 werd het Ruhrgebied door Amerikaanse en Britse troepen omsingeld en na hevige strijd ingenomen. De industrie lag grotendeels in puin. Wat nog overeind stond werd soms door geallieerden ontmanteld.
Toen de bezettende machten in 1948 aanstalten maakten om uit de Franse, Britse en Amerikaanse bezettingszones een West-Duitse staat te vormen, moesten ze iets bedenken voor het Ruhrgebied. Een voortgezette militaire bezetting, zoals na de vorige oorlog, was niet gewenst, maar een herleving van de Duitse wapenindustrie evenmin. De oplossing werd gevonden in het Ruhrstatuut, dat de kolenmijnen en de zware industrie onder Europese controle bracht. Die Internationale Autoriteit stond onder leiding van een Belgische secretaris-generaal, Georges Kaeckenbeeck. Het statuut trad in werking in 1949 en ging in 1952 over in de Europese Gemeenschap van Kolen en Staal.

### Kolen- en staalcrisis
Na de Tweede Wereldoorlog werd het Ruhrgebied snel weer opgebouwd. In 1956, toen de mijnbouw op zijn hoogtepunt was, werkten er bijna 500.000 mensen in de mijnindustrie. Ten tijde van het Wirtschaftswunder werden de zware industrieën opnieuw opgebouwd en werd er hypermodern geproduceerd. Ook kwamen er nieuwe industrietakken bij, zoals machinebouw en elektronica.
In 1957–1958 werd het Ruhrgebied geraakt door de eerste kolencrisis. De eigenaars van de mijnen hadden de prijzen duidelijk verhoogd nadat de prijscontrole (uit de tijd direct de oorlog) was weggevallen. In reactie daarop maakte de bondsregering de import van Amerikaanse kolen en ook van aardolie goedkoper, uit angst voor een tekort aan energie. De vraag naar Ruhrkolen daalde. Er werden 35 mijnen gesloten, wat het verlies van de banen van 53.000 mijnwerkers inhield.
Na de kolencrisis volgde in 1974 de staalcrisis. Door de daling van de wereldwijde vraag naar staal, als gevolg van de oliecrisis, daalde de staalproductie met een derde. Het verlies aan banen in de kolen- en staalindustrie kon slechts ten dele worden opgevangen door een groei van banen in de dienstensector. In de jaren tachtig bedroeg de werkloosheid ongeveer 15% van de beroepsbevolking. Heden ten dage is dat 12%, ruim 2% hoger dan het gemiddelde in Noordrijn-Westfalen. Sinds 1997 zijn Duitse energieconcerns niet meer verplicht om de kolen uit het Ruhrgebied af te nemen, waardoor er nog meer banen in de mijnbouw verloren zijn gegaan.

## Ruimtelijke structurering

Logo van de Regionalverband Ruhr in Essen

Van regionale ruimtelijke ontwikkeling was zeker in het begin van de industrialisering geen sprake. Hierdoor was er een wildgroei van wegen en kanalen, industrie- en woongebieden. Daar waar de mijnen werden gesticht kwamen ook de arbeiders te wonen, dicht bij het werk. Ruimtelijke ordening was een taak van de gemeenten.
In 1920 werd het Siedlungsverband Ruhrkohlenbezirk (SVR) gesticht, dat zich bezig ging houden met regionale planning. Het Siedlungsverband ontwikkelde een regioplan voor de toename van de levenskwaliteit. Dit doel moest bereikt worden door meer groen te creëren en voor ontspanning te zorgen. Door de opkomst van het Nationaalsocialisme kwam het niet tot uitvoering. Desondanks is dit plan de basis voor veel plannen op het gebied van ruimtelijke ordening in het Ruhrgebied.
Na de Tweede Wereldoorlog ging het SVR verder. In 1966 werd het eerste gebiedsontwikkelingsplan gepresenteerd. In 1979 ging het SVR op in het Kommunalverband Ruhrgebiet. Dit orgaan had echter geen verantwoordelijkheden meer op planningsgebied. Pas in 2004, met de omvorming van KVR tot Regionalverband Ruhr, kwam er weer een regionaal orgaan dat zich bezig ging houden met masterplannen voor het gebied. Tot die tijd lag de verantwoordelijkheid bij de individuele gemeenten.

## Problemen
Teruglopende werkgelegenheid in de zware industrie stelde de regio voor een aantal moeilijk oplosbare problemen. Dit zijn: verouderde industriegebieden, overschot aan industriegebied, milieuvervuiling, woon- en werkfuncties door elkaar heen en cultuurhistorische panden.

### Overschot aan industrieel gebied
In de Ruhrregio ligt ongeveer 3000 ha industrieterrein braak. Dit komt overeen met de oppervlakte van het eiland Vlieland. Het grote aantal braakliggende terreinen en de oppervlakte, gecombineerd met de ballast uit het verleden, zorgen voor een enorme opgave. Doordat de daling in de primaire sector van structurele aard is en de dienstensector met minder ruimte toekan, betekent dit dat er een overschot is aan bedrijventerreinen.

### Milieuvervuiling
De belangrijkste vormen van milieuvervuiling in het Ruhrgebied zijn een veranderde bodemgesteldheid, bodemverontreiniging, luchtvervuiling en afvalwater. 150 jaar van industrialisering heeft grote invloed gehad op het Ruhrgebied. Op sommige plaatsen is de bodemgesteldheid door kolengruis of restproducten uit de staalindustrie dusdanig gewijzigd, dat er geen sprake meer is van een natuurlijke bodem. Er wordt dan ook gesproken over een “industriebodem” of een “technische bodem". Deze bodem kan niet, of slechts tegen zeer hoge kosten, teruggebracht worden in zijn oorspronkelijke staat. Geaccepteerd moet worden dat de bodem zo blijft en op deze manier een nieuwe bestemming moet krijgen.
Naast de gewijzigde bodemgesteldheid, is ook de bodemverontreiniging een groot probleem. Naargelang de voormalige activiteit kan de bodem verontreinigd zijn met zware metalen, organische en chemische stoffen, meststoffen of pesticiden. De kosten voor bodemsanering komen vaak voor rekening van de overheid omdat oude eigenaars niet meer te traceren zijn.
Het tweede grote milieuprobleem is luchtvervuiling. Terwijl vroeger de luchtvervuiling voornamelijk veroorzaakt werd door de zware industrie, heeft het Ruhrgebied nu vooral te maken met vervuiling door (vracht)verkeer. Er lopen drie grote snelwegen van oost naar west, langs en door grote woonkernen.
Het derde grote milieuprobleem is afvalwater van industrie en bevolking. Afvalwater uit mijnen, staalfabrieken en woongebieden liep ongezuiverd de rivieren in. Door bodemdaling, veroorzaakt door mijnbouw, waterden rivieren niet meer af in de Rijn. Rivieren werden omgelegd, oorspronkelijke beddingen vervangen door betonnen constructies en pijpleidingen. Met de komst van rioolzuiveringsinstallaties en het verdwijnen van de zware industrie is een deel van het probleem inmiddels verholpen. Inmiddels wordt er gewerkt aan het terugbrengen van de natuur van de rivier.

### Woon- en werkfunctie door elkaar heen
Doordat er in de beginjaren geen sprake is geweest van een goede ruimtelijke ordening is er geen goede scheiding tussen de woon- en werkfuncties. De kwaliteit van de leefruimte was laag en er is een gebrek aan groen en recreatiegebieden. Daarnaast is de kwaliteit van de bebouwing laag. Door de toegenomen mobiliteit trokken mensen weg uit de steden en vestigden zich in de randzone. Hierdoor nam de druk op de groene randzone toe, terwijl de binnensteden te kampen kregen met verloedering en neergang.

### Cultuurhistorie

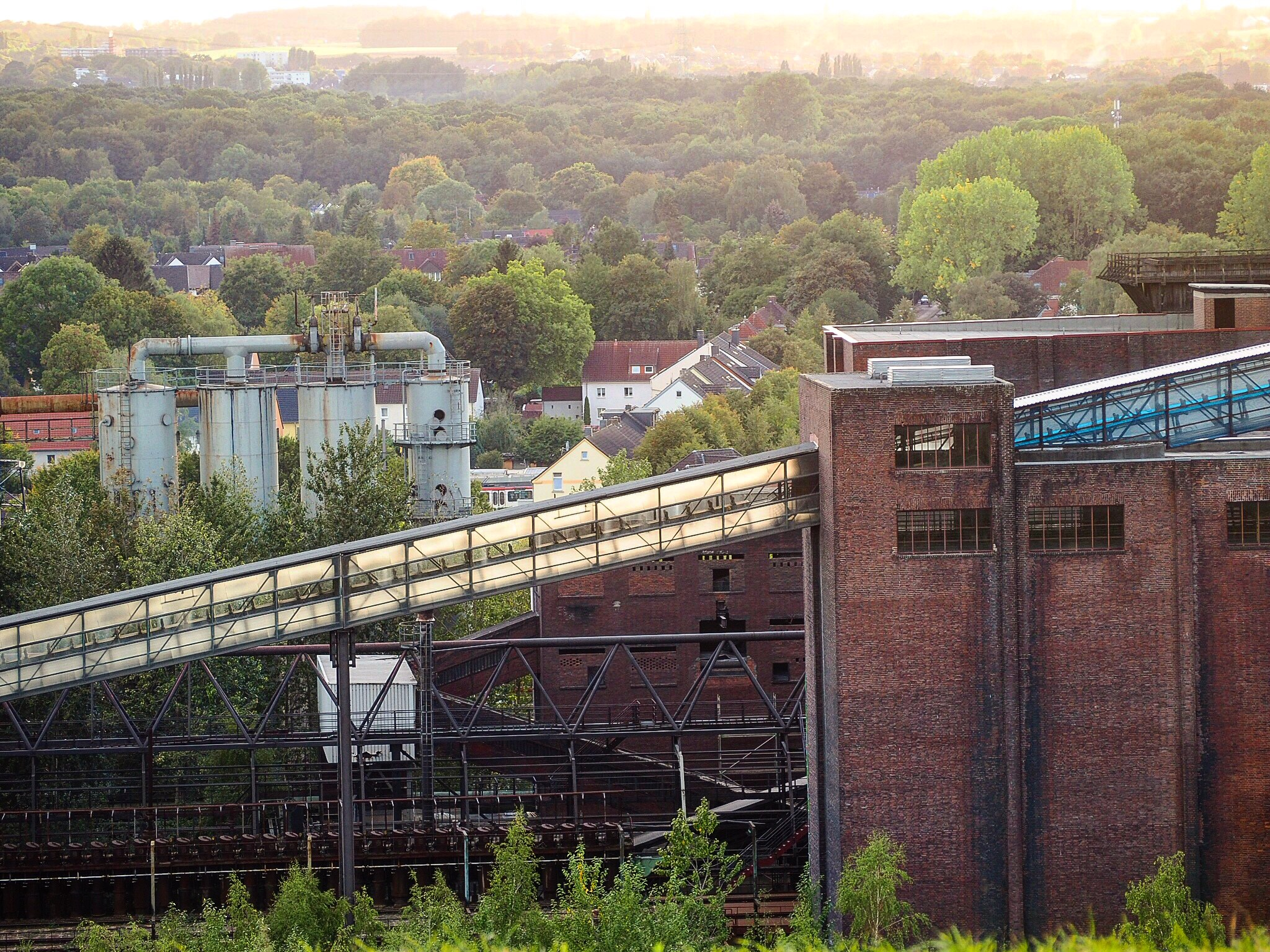
Kokerei Hansa, een van de belangrijkste musea voor industrie

De laatst overgebleven steenkoolmijn, Prosper-Haniel in Bottrop, sloot op 21 december 2018. Door het stilleggen van mijnen en staalbedrijven zijn er grote stukken land in onbruik geraakt. Deze terreinen zijn door planten- en diersoorten langzamerhand weer in bezit genomen. De voormalige industriecomplexen zijn vaak van grote cultuurhistorische waarde. Omdat niet alle vrijgekomen terreinen nodig zijn voor nieuwe ontwikkeling, is ervoor gekozen om sommige terreinen over te laten aan de natuur, als een modern equivalent van het “Engelse landschapspark”.
Doordat hun oude functie kwam te vervallen en ze vaak geen nieuwe functie kregen, stonden vele complexen op de nominatie om gesloopt te worden. Om dit te voorkomen hebben sommige van deze complexen het predicaat industrieel erfgoed gekregen. Als opstallen van cultuurhistorische waarde zijn, wordt er gezocht naar alternatieve bestemming, hetzij als museum hetzij als amusementspark. De bekendste voorbeelden zijn de voormalige mijn Zeche Zollern en Kokerei Hansa in Dortmund, Zeche Zollverein in Essen (100 ha) en Landschaftspark Duisburg-Nord.

## Wetenswaardigheden
- In 2010 was het Ruhrgebied Culturele hoofdstad van Europa. Ter gelegenheid hiervan heeft Herbert Grönemeyer een single uitgebracht: Komm zur Ruhr.
- De Route der Industriekultur loopt dwars door het Ruhrgebied heen langs alle belangrijke industriële bezienswaardigheden.